# Walter Kreiser
Walter Kreiser (ur. 10 lutego 1898 w Heilbronn, zm. w 1958 w Maringá, Brazylia) – niemiecki konstruktor samolotów, dziennikarz. 
W 1929 na łamach pisma „Die Weltbühne” oskarżył Reichswehrę o łamanie postanowień traktatu wersalskiego i rozbudowywanie sił powietrznych, za co został skazany na 18 miesięcy więzienia. 

## Życiorys
Walter Kresier był synem rzeźnika z Heilbronn. Po ukończeniu szkoły podstawowej, zgłosił się w 1914 na ochotnika do wojska. Dwukrotnie ranny wrócił do domu rodzinnego w 1919. Następnie pracował jako monter, m.in. w zakładach produkcji silników a w 1923 podjął studia inżynierskie w wyższej szkole technicznej w Stuttgarcie na kierunku budowy samolotów. W 1924 zmuszony był przerwać naukę wskutek trudnej sytuacji finansowej i rozpoczął karierę dziennikarską, pisując dla „Stuttgarter Tageblatt”, „Weltbühne” i „Berliner Tageblatt”. Jednocześnie poświęcał się pracy konstruktorskiej – od 1925 m.in. razem z pionierem niemieckiego lotnictwa Walterem Rieselerem pracował nad różnymi modelami małych samolotów.

### Publikacja w piśmie Weltbühne i proces sądowy (niem.Weltbühne-Prozess)
12 marca 1929 Walter Kreiser opublikował w piśmie Weltbühne artykuł pt. „Windiges aus der deutschen Luftfahrt” odsłaniający powiązania Reichswehry z przemysłem lotniczym. Kreiser, piszący pod pseudonimem jako Heinz Jäger, zarzucił przywódcom Reichswehry łamanie postanowień traktatu wersalskiego. Reichswehra miała w tajemnicy rozwijać siły powietrzne (niem. Luftwaffe). Pomimo tego, że Kreiser opierał się na informacjach z ogólnodostępnego protokołu z 312 posiedzenia komisji budżetowej, prokurator generalny Rzeszy wszczął postępowanie w sprawie zdrady stanu i złamania tajemnicy wojskowej. W marcu 1931 przed sądem stanęli wydawca pisma Weltbühne Carl von Ossietzky oraz Walter Kreiser. Ich obrony podjęli się Kurt Rosenfeld, Max Alsberg, Alfred Apfel oraz Rudolf Olden. Proces zakończył się skazaniem von Ossietzky’ego i Kreisera na 18 miesięcy więzienia za zdradę tajemnicy wojskowej.
W 1932 Kreiser zbiegł do Francji, gdzie w gazecie „L’echo de Paris” opublikował historię procesu wraz z najważniejszymi dokumentami. Następnie wyjechał do Szwajcarii, skąd wyemigrował w 1941 do Brazylii.